# Голяма синагога (Тунис)
Голямата синагога на Тунис (كنيس تونس) е основната синагога в Тунис.
На фасадата на Голямата синагога на Тунис е изобразена тетраграмата YHWH в звездата на Давид.
Намира се в центъра на град Тунис, в района на Лафайет, в близост до метростанция „Република“ в градина на мястото на старите еврейски гробища.
Първият проект за изграждане на синагогата е от 1909 г. и е предвиждал тя да бъде издържана в романо-византийски стил, но поради финансови причини не е бил реализиран. След конкурс през 1911 г. е приет проектът на младия архитект Виктор Валенси, съчетаващ източните форми и структури и материали като бетон. Работата по архитектурния проект на Валенси започва през юни 1933 г., а синагогата е отворена през декември 1938 г.
По време на нашествието в Тунис на силите на Оста от ноември 1942 г. до март 1943 г. в сградата са държани под арест от германски войници еврейските лидери на местната общност. През 1967 г. по време на Шестдневната война синагогата е превзета от бунтовници.
Реставрирана е през 1996 г., а през 2007 г. след намеса на президента Зин ел-Абидин Бен Али е поставена под полицейска охрана и само в редки случаи е отваряна за посетители, като честванията на местната еврейска общност в нея са редки.
|  | Тази страница частично или изцяло представлява превод на страницата Grande synagogue de Tunis в Уикипедия на френски. Оригиналният текст, както и този превод, са защитени от Лиценза „Криейтив Комънс – Признание – Споделяне на споделеното“, а за съдържание, създадено преди юни 2009 година – от Лиценза за свободна документация на ГНУ. Прегледайте историята на редакциите на оригиналната страница, както и на преводната страница, за да видите списъка на съавторите. ВАЖНО: Този шаблон се отнася единствено до авторските права върху съдържанието на статията. Добавянето му не отменя изискването да се посочват конкретни източници на твърденията, които да бъдат благонадеждни. |